# Bokförlaget Röda Rummet
Röda Rummet är ett svenskt bokförlag som i förbindelse med Socialistiska Partiet har gett ut marxistisk litteratur, inklusive en stor del av Leo Trotskijs böcker. Förlaget har varit verksamt sedan början av 1970-talet. Förlaget är numera med namnet Bokförläggarna Röda Rummet en fristående stiftelse som publicerar radikal och socialistisk litteratur.